# توردوکی یانی
توردوکی یانی (روسی: Тордоки-Яни) یک کوه در سرزمین خاباروفسک کشور روسیه است.